# Alysidiopsis pipsissewae
Alysidiopsis pipsissewae är en svampart som beskrevs av B. Sutton 1973. Alysidiopsis pipsissewae ingår i släktet Alysidiopsis, divisionen sporsäcksvampar och riket svampar.   Inga underarter finns listade i Catalogue of Life.